# Evan Carey
Evan Carey (nascido em 29 de março de 1994) é um ciclista canadense. Competiu nos Jogos Pan-Americanos de 2015. Competiu na Copa do Mundo de Ciclismo de Pista 2014/2015, em Guadalajara e Londres.